# گذرگاه (فیلم ۱۹۸۶)
«گذرگاه» (فرانسوی: Le Passage‎) یک فیلم به کارگردانی رنه مانزور است که در سال ۱۹۸۶ منتشر شد. آلن دلون از بازیگران این فیلم است.